# Bud Jamison

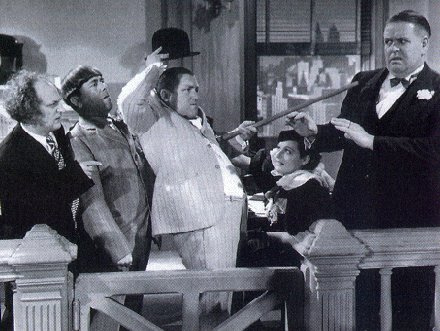
Foto publicitaria del corto Disorder in the Court, de Los tres chiflados: Bud Jamison, en el extremo de la derecha.

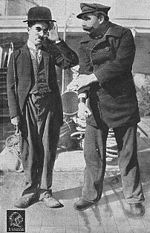
Chaplin y Jamison en la película de 1915 Shanghaied.

Bud Jamison, nacido como William Edward Jaimison (Vallejo, 15 de febrero de 1894 - Hollywood, 30 de septiembre de 1944) fue un actor cómico estadounidense del cine mudo y sonoro.
Sus inicios fueron en el teatro de revistas, y fue contratado en 1915 por Charles Chaplin cuando este trabajó con la empresa Essanay. Bud Jamison apareció en varios cortos de Chaplin como su oponente, e incluso en otras películas posteriores, como The Floorwalker (1916) y Vida de perro (1918).
Posteriormente, en los años 20 y 30, Jamison intervino en varios cortos cómicos e incluso en algunos largometrajes. Dada la brevedad de sus intervenciones, no figuraba siempre en los repartos .
Quizás sus intervenciones más conocidas, además de los filmes de Charles Chaplin, sean las que tuvo junto a Los Tres Chiflados hasta 1944, año en que falleció. El primer corto de la Columbia Pictures en que estos intervinieron, Woman Haters (1934) lo contó en su reparto. Su última aparición cinematográfica fue en Crash goes the hash, rodado precisamente ese último año.
Bud Jamison era devoto de la Iglesia de Cristo Científico, y falleció luego de negarse a un tratamiento porque sus riñones fallaban, uno de los cuales resultó ser canceroso de acuerdo al certificado de defunción. La familia de Jamison aseguró recientemente que su religión no tuvo nada que ver en su muerte. Seguidor del tradicional lema "el show debe continuar", no se hizo tratar de una flebitis en una pierna, lo que le produjo un coágulo que viajó hasta sus pulmones, y que también incidió en su muerte. Sus restos se encuentran en el Cementerio Inglewood Park de Los Ángeles, California. 
Ocho años después de su muerte, el director Jules White le rindió tributo usando su foto para los afiches de campaña de 'Hammond Egger' en Three Dark Horses (1952). 
De figura corpulenta y rostro casi perruno, su figura es harto familiar para los devotos del cine de Los Tres Chiflados.